# Francisco Bueno de Camargo
Francisco Bueno de Camargo, segundo o volume I página 387 da obra de Silva Leme, foi um sertanista e lavrador português, filho de  Bartolomeu Bueno da Ribeira, casado em São Paulo com Mariana de Freitas de Azevedo, filha de Lucas de Freitas de Azevedo.
O agricultor possuía três fazendas, havidas por compra, nas quais produzia mantimentos e algodão. Numa dessas fazendas, Camargo contava com três escravos negros.
Grande sertanista, tomou parte nos primeiros descobrimentos em Minas Gerais, tendo-se situado cerca do ano de 1700 no ribeirão do Carmo, junto à barra do Guarapiranga, onde possuiu lavras abundantes. Foi um dos fundadores de arraial, estando seu nome ligado a Barra Longa. Depois se mudou para Pitangui, com o genro José Rodrigues Betim e outros homens da família dos Camargo.